# 東浦町中央図書館
東浦町中央図書館（ひがしうらちょうちゅうおうとしょかん）は、愛知県知多郡東浦町の公共図書館である。管理運営は指定管理者の図書館流通センター。

## 特色
図書館の公式サイトでは、日本語のほかに英語とポルトガル語の案内ページを用意している。
大建設計による建物は「大きな本の森」を想起させる設計である。館内中心部にある幹を模した柱からは、枝葉を模した梁がドーム型天井に放射状に伸びている。一般書フロアの床には落葉柄のカーペットが敷かれており、児童書フロアの床には木の実柄のカーペットが敷かれている。書架や椅子は東浦町に本社を置くカリモク製である。1992年（平成4年）には照明学会の照明普及賞（優秀照明施設賞）を受賞した。

### 特別資料室
1990年（平成2年）夏には館内での展示用として、知多郡藤江村（現・東浦町）出身の国文学者である久松潜一の遺族から蔵書・筆記具・自筆原稿などの遺品が寄贈された。開館直前の1991年（平成3年）6月には久松と同じく藤江村出身の万葉研究者である久米常民の蔵書も寄贈され、これらは久松文庫、久米文庫として中央図書館に設置された。
館長の水野森和や司書らは久松の遺稿の整理を行い、生誕110年記念日にあたる2004年（平成16年）12月16日には遺稿調査リストを公開した。2013年（平成25年）春には、久松と久米についての特別資料室を1階に開設した。久松の著作約200冊や直筆原稿約400点、久米の蔵書である国文学研究書約1,800冊などを所蔵している。

### 市民団体との協同

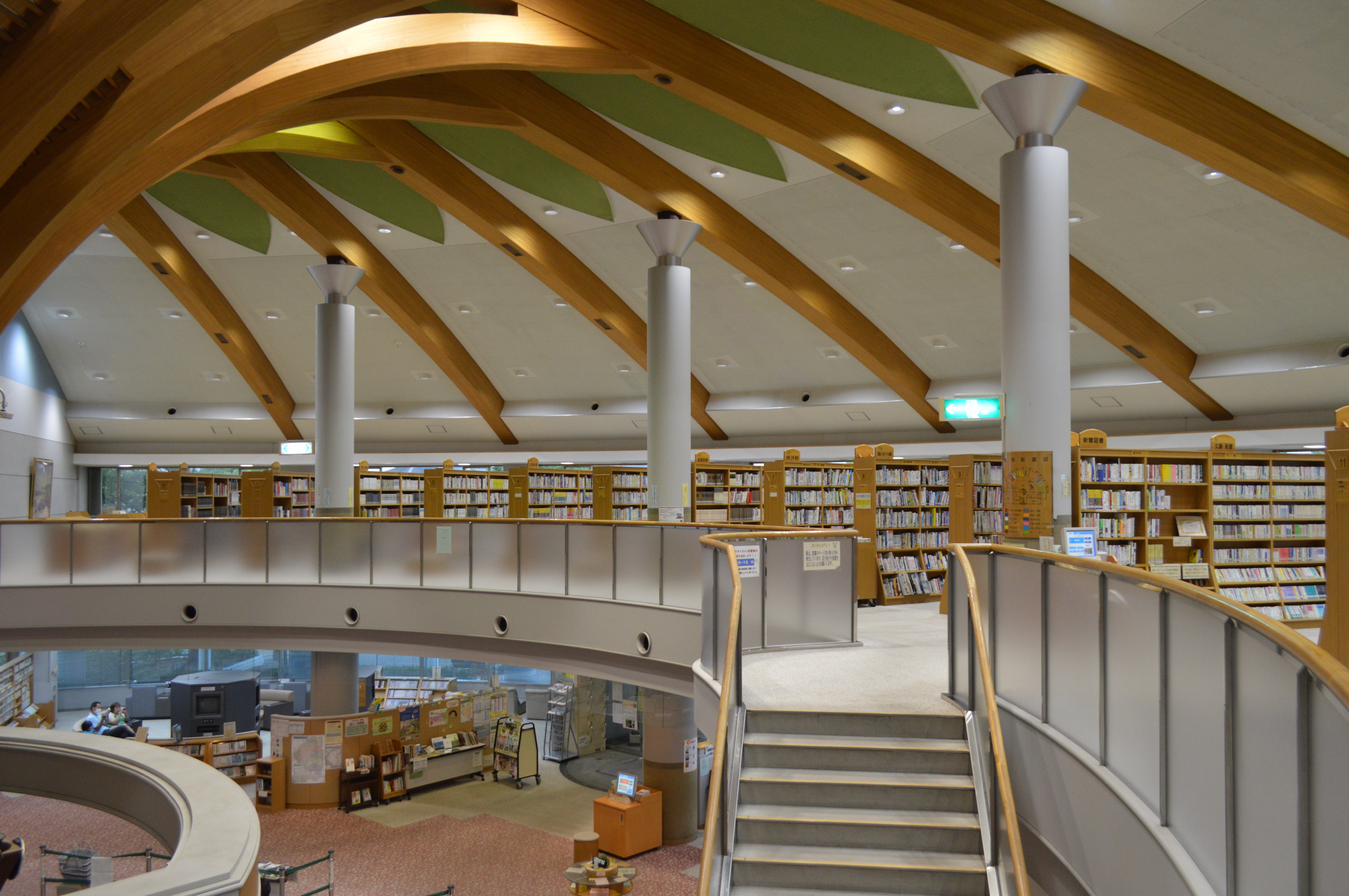
樹木を模した柱や梁

2014年（平成26年）11月2日・11月16日・11月30日には、利用者が魅力ある図書館について提言するワークショップ「よむらびカフェ」を行った。このワークショップで出た提案を基にして、2015年度（平成27年度）には大人を対象とした「図書館deおとなタイム」事業を開始した。女性アナウンサーが講師を務める話し方講座、名古屋大学の特任助教である飯島玲生が講師を務めるビブリオバトル、朗読会、映画上映会、コンサートなどを開催している。
「よむらびカフェ」をきっかけにして、図書館愛好者による市民団体「よむらびサポーターズ」が活動を開始した。2016年（平成28年）7月には図書館と「よむらびサポーターズ」が協力し、「ぐるぐる図書館」と名付けたまちライブラリー（ミニ図書館）の公開を開始した。活動に賛同する参加者は自宅/店舗/事務所などの一角に本を置き、「図書館」として訪問者に公開する。ブドウ園、建築設計事務所、精肉店、NPO法人などが「ぐるぐる図書館」の活動に賛同して準備を進めている。同年7月3日には開館25周年記念行事の一つとして、まちライブラリーの提唱者である礒井純充の講演会が行われた。

## 歴史

### 戦前
| 1928年時点の知多郡の図書館 | 1928年時点の知多郡の図書館 | 1928年時点の知多郡の図書館 | 1928年時点の知多郡の図書館 |
| 開館年                     | 設立                       | 名称                       | 所在地                     |
| -------------------------- | -------------------------- | -------------------------- | -------------------------- |
| 1908年（明治41年）         | 町立                       | 西浦町立西浦図書館         | 西浦町（現・常滑市）       |
| 1909年（明治42年）         | 町立                       | 豊浜町立豊浜図書館         | 豊浜町（現・南知多町）     |
| 1909年（明治42年）         | 町立                       | 常滑図書館                 | 常滑町（現・常滑市）       |
| 1914年（大正3年）          | 町立                       | 半田図書館                 | 半田町（現・半田市）       |
| 1914年（大正3年）          | 町立                       | 横須賀町立横須賀図書館     | 横須賀町（現・東海市）     |
| 1914年（大正3年）          | 町立                       | 成岩町立大正図書館         | 成岩町（現・半田市）       |
| 1915年（大正4年）          | 町立                       | 武豊町立武豊図書館         | 武豊町                     |
| 1916年（大正5年）          | 町立                       | 岡田町立岡田図書館         | 岡田町（現・知多市）       |
| 1919年（大正8年）          | 町立                       | 大府町立図書館             | 大府町（現・大府市）       |
| 1923年（大正12年）         | 村立                       | 野間村立奥田図書館         | 野間村（現・美浜町）       |
| 1925年（大正14年）         | 町立                       | 大野町立大野図書館         | 大野町（現・常滑市）       |
| 1927年（昭和2年）          | 村立                       | 東浦村立公益図書館         | 東浦村（現・東浦町）       |
| 1927年（昭和2年）          | 私立                       | 森田翁頌徳記念図書館       | 富貴村（現・武豊町）       |
| 1927年（昭和2年）          | 私立                       | 桶狭間青年図書館           | 有松町（現・名古屋市緑区） |

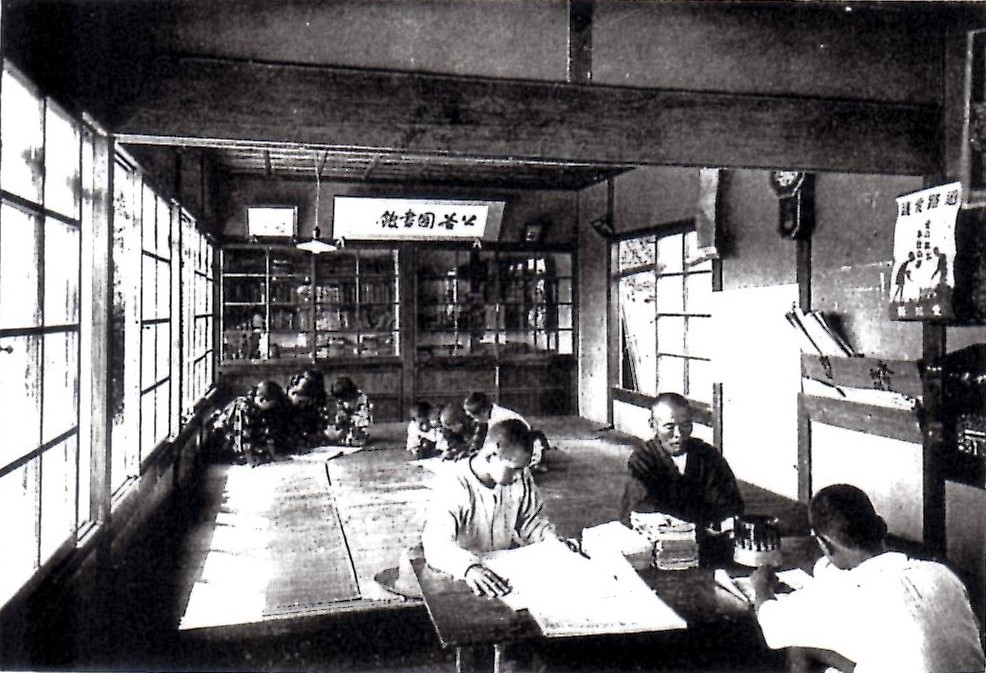
1928年の東浦村立公益図書館

1922年（大正11年）9月には知多郡東浦村に東浦村図書閲覧所が設立された。図書閲覧所の建設費は900円である。
1927年（昭和2年）10月には東浦村立公益図書館が開館した。「公益図書館」と命名したのは陸軍中将の仙波太郎。机を備える土間と普通室があり、農業従事者などが土足のまま図書を閲覧することもできた。図書館は年中無休であり、館内への出入りや閲覧は自由だった。閲覧人数は1日平均50人だった。
『愛知県下公私立図書館記念写真帖』によると、1928年（昭和3年）時点の知多郡には町立10（設立年順に西浦町・豊浜町・常滑町・半田町・横須賀町・成岩町・武豊町・岡田町・大府町・大野町）、村立2（野間村・東浦村）、私立2（富貴村・有松町）の計14の図書館があった。東浦村立公益図書館の蔵書数3,000冊は、横須賀町立横須賀図書館に次いで郡内で2番目に多かった。
1950年（昭和25年）4月には緒川に東浦町立図書館が設立されたが、この図書館の詳細は定かでない。

### 東浦町中央公民館図書室（1976年 - 1991年）

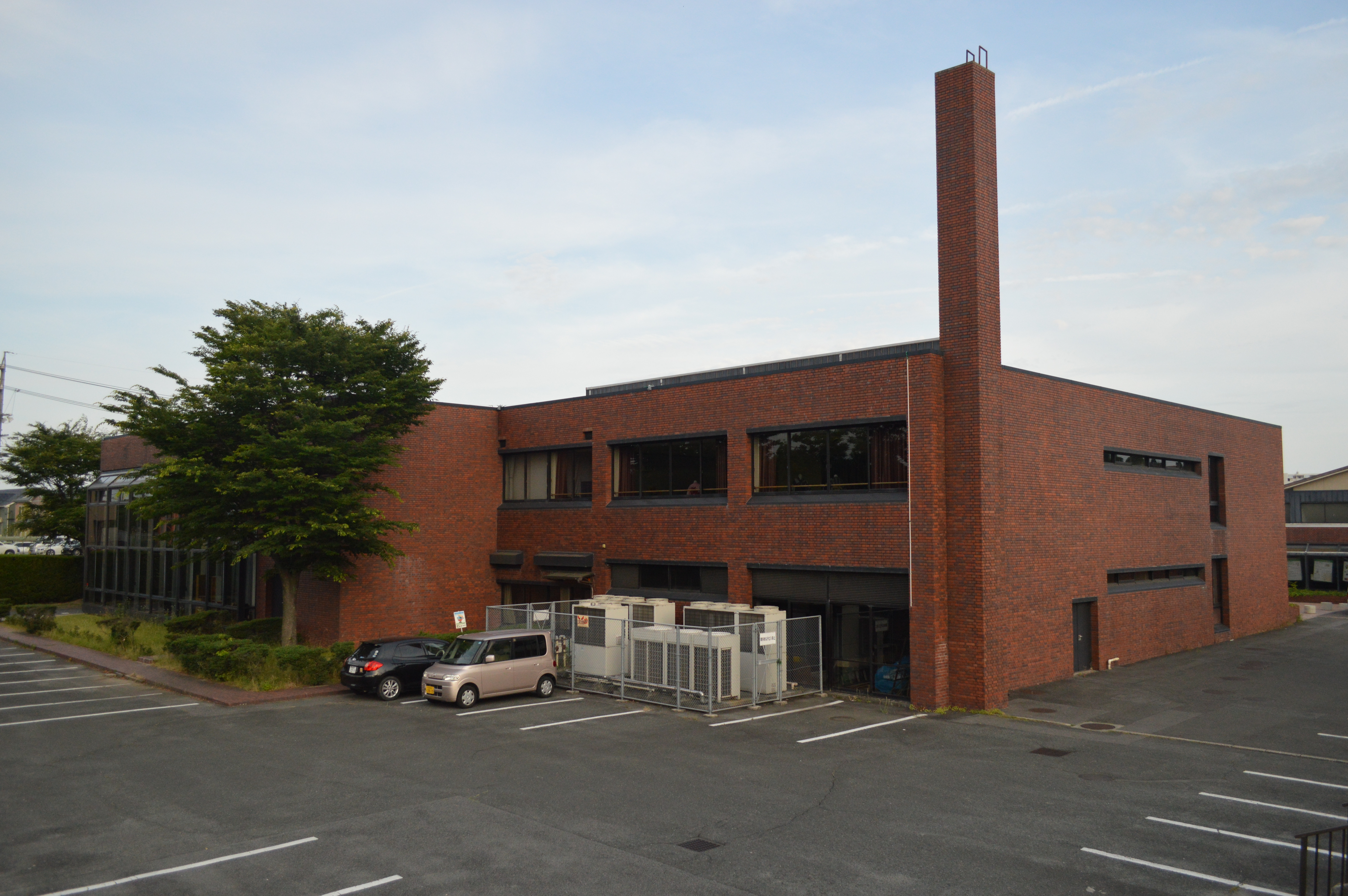
1976年から1991年まで図書室があった東浦町中央公民館

1976年（昭和51年）7月、蔵書数約5,000冊の東浦町中央公民館図書室が開館した。
1988年（昭和63年）には中央図書館（仮称）基本構想委員会が設置され、1989年（平成元年）6月には基本構想・建築計画書が策定された。競技設計で大建設計を設計者に選出し、1990年（平成2年）5月11日に着工、1991年（平成3年）3月20日に竣工している。
東浦町中央図書館の蔵書収容能力は17万冊であり、うち閉架書庫の収容能力が7万冊。建設工事中の1990年12月には東浦町中央図書館条例が制定された。開館直前の1991年6月には、知多郡藤江村（現・東浦町）出身の久松潜一と久米常民の蔵書が寄贈されている。

### 東浦町中央図書館（1991年 - ）

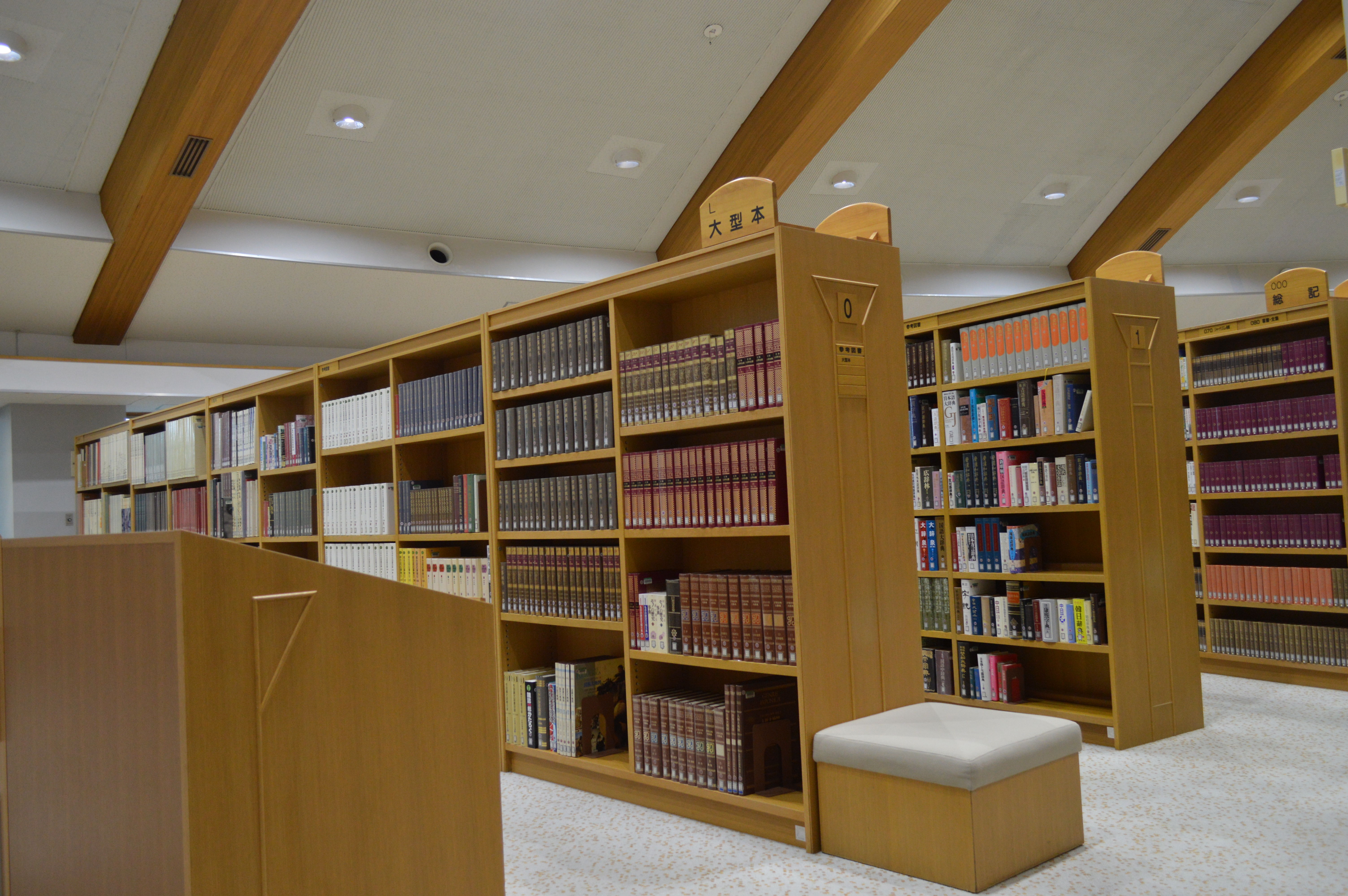
一般開架閲覧室の書架

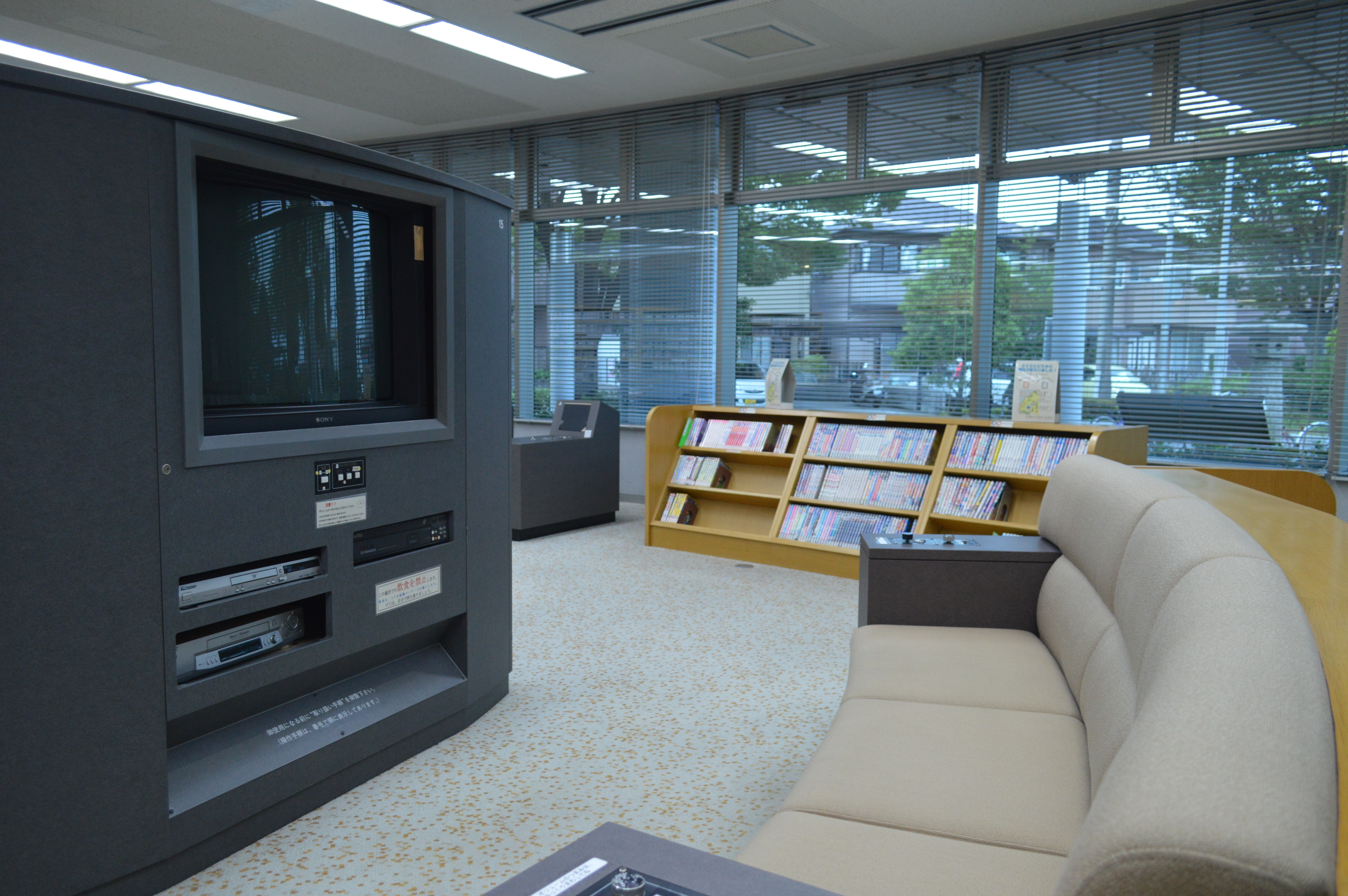
視聴覚コーナー

1991年（平成3年）7月2日に東浦町中央図書館が開館し、記念行事として児童文学作家の今西祐行の講演会が開催された。1994年（平成6年）には蔵書数が10万点を突破し、1995年（平成7年）には収容能力17万冊の書架整備が完了した。
1996年（平成8年）度時点で中央図書館の蔵書数は112,372冊、貸出人数は97,782人だった。この時点では中央図書館のほかに、森岡・新田・石浜・生路・藤江に計5の公民館が、緒川には公民館から移管された児童館があり、それぞれ館内に図書室が設けられていた。公民館/児童館はそれぞれ1,904冊から2,566冊の蔵書を有しており、それぞれ261人から2,062人の貸出人数があった。1996年（平成8年）度の総蔵書数は125,686冊であり、うち児童書が約43,200冊を占めていた。
2001年（平成13年）3月には蔵書数が15万点を突破。同年4月には東浦町・東海市・大府市・知多市の3市1町が公共施設の相互利用に関する協定を結び、生涯学習施設や文化・スポーツ施設などの相互利用を可能とした。この協定によって東浦町中央図書館は東海市・大府市・知多市の住民に対する広域利用を開始した。同時に貸出点数の改定を行い、図書は最大15冊・視聴覚資料は最大3点に引き上げている。2002年（平成14年）4月にはブックスタート事業を開始。10月にはインターネットによる蔵書検索サービス(OPAC)を開始し、インターネット用パソコンや音声読み取り用パソコンを設置した。
2003年（平成15年）4月には、3市1町が結んでいた相互利用協定に半田市・常滑市・阿久比町・武豊町・美浜町・南知多町の2市4町も加盟し、東浦町中央図書館の広域利用は知多半島の5市5町すべてに拡大された。2011年（平成23年）4月には開館時間を10時から9時に早め、夏休み期間（7月22日-8月31日）には月曜日の開館も実施した。
2012年（平成24年）3月には刈谷市を核として、東浦町・刈谷市・知立市・高浜市の3市1町が衣浦定住自立圏の協定を締結。同年10月には東浦町中央図書館の広域利用が刈谷市の住民にも拡大され、2013年（平成25年）4月には高浜市の住民にも拡大された。同年6月には図書館職員によって、半田市出身の新美南吉（童話作家）が友人の久米常民（国文学者）に充てた手紙6通が発見された。久米の遺族が東浦町中央図書館に寄贈した書類や書籍の中にあったものである。2014年（平成26年）4月には祝日の月曜日とその翌日の開館を実施し、開館日を年間15日間増やした。
2021年（令和3年）7月には開館30周年を迎え、7月3日には視聴覚・ブラウジングコーナーが「ゆめらびコーナー」としてリニューアルされた。7月18日には開館30周年記念イベントとして、絵本作家のわたなべちなつによるトークショー&ワークショップが開催された。
2022年（令和4年）4月には指定管理者制度を導入し、図書館流通センターが指定管理者となった。

## 統計
開館から1年の人口1人あたり貸出点数は6.1点であり、1991年（平成3年）度の全国平均の2.3点を大きく上回った。開館から1年の蔵書回転率は344.9%であり、1991年（平成3年）度の全国平均の154.5%を大きく上回った。2015年（平成27年）度末の東浦町の人口は50,238人だった。蔵書点数は181,601点、貸出点数は308,752点であり、人口1人あたり資料点数は3.8点（全国平均は3.3点）、人口1人あたり貸出点数は6.1点（全国平均は5.2点）である。

## 基礎情報
| フロア案内 | 1階 : 児童開架閲覧室、おはなしコーナー、視聴覚コーナー、ブラウジング、特別資料室、録音対話室、図書整理室、閉架書庫 |
| フロア案内 | 2階 : 一般開架閲覧室、レファンスコーナー、和室閲覧室、大会議室、小会議室                                           |

| 開館時間   | 9時-19時 |
| 休館日     | 月曜日、特別資料整理期間、年末年始                                                                                       |
| 冊数・期間 | 図書類は15冊、視聴覚資料は3点、15日間                                                                                    |
| 貸出可能者 | 知多半島5市5町（東浦町・東海市・大府市・知多市・半田市・常滑市・阿久比町・武豊町・美浜町・南知多町）の在住・在勤・在学者 |
| 貸出可能者 | 衣浦東部定住自立圏の一部（刈谷市・高浜市）の在住・在勤・在学者                                                           |